# Saławat Rachmietow
Saławat Kipajewicz Rachmietow (ros. Салават Кипаевич Рахметов; ur. 17 grudnia 1967 w Ałmaty) – rosyjski wspinacz sportowy. Specjalizował się w boulderingu, prowadzeniu oraz we wspinaczce na czas. Mistrz świata we wspinaczce sportowej w konkurencji boulderingu w 2005. Dwukrotny brązowy medalista mistrzostw Europy z 1992 oraz z 2002 roku.

## Kariera sportowa
W zawodach wspinaczkowych, które odbyły się w niemieckim Monachium w 2005 wywalczył złoty medal mistrzostw świata we wspinaczce sportowej w konkurencji boulderingu.
Na mistrzostwach Europy we wspinaczce sportowej zdobył brązowe medale; w 1992 w niemieckim Frankfurcie nad Menem w konkurencji prowadzenie, a w 2002 we francuskim Chamonix w konkurencji boulderingu.
Wielokrotny uczestnik, medalista prestiżowych zawodów Rock Master we włoskim Arco, gdzie wywalczył złoty medal w roku 2001 w boulderingu oraz zdobywał brązowe w 1990, 1997, 2002 oraz w 2004.

## Osiągnięcia

### Mistrzostwa świata
| Konkurencje  | 1991           | 1995           | 1997           | 1999           | 2001 | 2003 | 2005 | 2007 | 2009 |
| Bouldering   | nie rozgrywano | nie rozgrywano | nie rozgrywano | nie rozgrywano | 7    | 7    | 1    | 18   | 16   |
| Prowadzenie  | 11             | 16             | 14             | 9              | —    | 15   | —    | —    | —    |
| Wsp. na czas | 9              | —              | 10             | —              | —    | —    | —    | —    | —    |

### Mistrzostwa Europy
| Konkurencje  | 1992 | 1996 | 1998 | 2000  | 2002 | 2004 | 2007 |
| Bouldering   | —    | —    | —    | —     | 3    | 5    | 5    |
| Prowadzenie  | 3    | 4    | 5    | 39-46 | 14   | —    | —    |
| Wsp. na czas | —    | —    | —    | —     | —    | —    | —    |

### Rock Master
| Konkurencje  | 1990 | 1992 | 1995 | 1996 | 1997 | 1998 | 1999 | 2001 | 2002 | 2003 | 2004 |
| Bouldering   | —    | —    | —    | —    | —    | —    | 5    | 1    | 3    | 4    | 3    |
| Prowadzenie  | —    | 8    | 9    | 9    | 3    | 4    | —    | —    | —    | —    | —    |
| Wsp. na czas | 3    | —    | —    | —    | —    | —    | —    | —    | —    | —    | —    |

## Życie prywatne
Jego brat starszy Kajrat (ur. 1963) również uprawiał wspinaczkę sportową (był mistrzem Europy w 1992), reprezentował Kazachstan.
 W latach 2006–2011 Salawat Rachmetow był członkiem Komisji Sportu oraz Komisji Etyki i Prawa Rosyjskiej Federacji Wspinaczkowej. Córka Zalia również próbowała uprawiać wspinaczkę, w 2010 roku doznała poważnej kontuzji po tym, jak urwała się skała ze zbocza w wyniku uderzenia miała złamaną nogę i utraciła część dłoni, ma wykonaną protezę na utraconą części dłoni.